# Монте-Роберто
Монте-Роберто (італ. Monte Roberto) — муніципалітет в Італії, у регіоні Марке,  провінція Анкона.
Монте-Роберто розташоване на відстані близько 185 км на північ від Рима, 34 км на південний захід від Анкони.
Населення — 3009 осіб (2014).
Щорічний фестиваль відбувається 31 грудня. Покровитель — San Silvestro.

## Демографія
Населення за роками:

Станом на 1 січня 2023 року в муніципалітеті офіційно проживали 253 іноземці з 37 країн, серед них 78 громадян країн Євросоюзу та 6 громадян України.

## Сусідні муніципалітети
- Кастельбелліно
- Купрамонтана
- Єзі
- Майолаті-Спонтіні
- Сан-Паоло-ді-Єзі